# Métro de Nankin
Le métro de Nankin (chinois simplifié : 南京地铁 ; chinois traditionnel : 南京地鐵)  est l'un des systèmes de transport en commun desservant la municipalité de Nankin, en Chine, capitale de la province de Jiangsu.
Le réseau a été inauguré avec l'ouverture de la ligne 1 le 3 septembre 2005 ; il est actuellement en plein développement. En décembre 2023, le réseau comporte 14 lignes, totalise 505,86 kilomètres de voies pour 227 stations, qui desservent 11 districts de la municipalité et Zone métropolitaine de Nankin : les lignes 1, 2, 3 , 4, 5, 7, 10, S1, S3, S4, S6, S7, S8 et S9. Nankin est la sixième ville en Chine à se doter d'un système de métro.

## Planification du réseau
Selon la planification du réseau de Métro de Nankin, le réseau final se composera de 30 lignes au total, avec une longueur d'au moins 1 000 km.

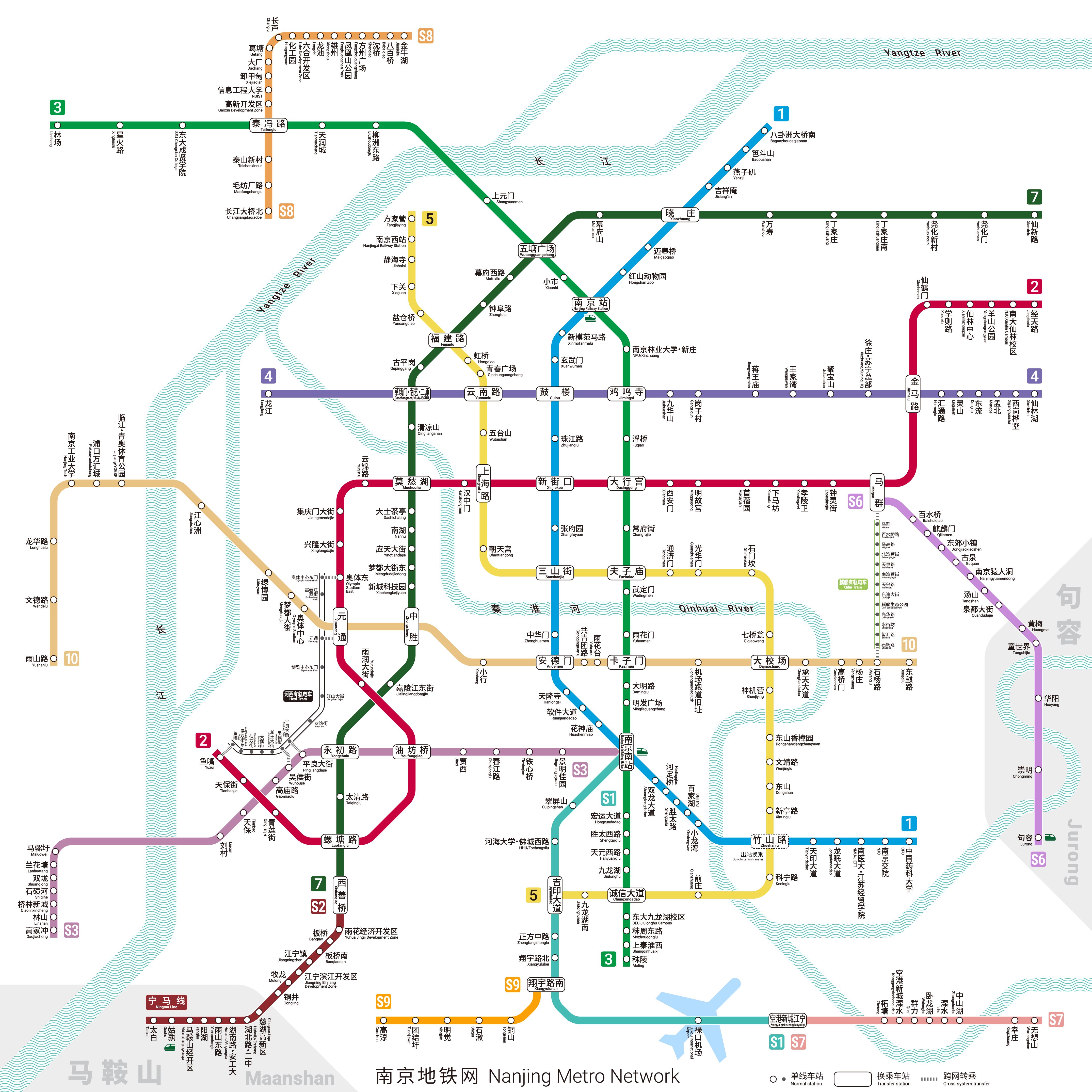
Le réseau de métro de Nankin

## Lignes mises en service

Évolution du réseau de métro de Nankin.

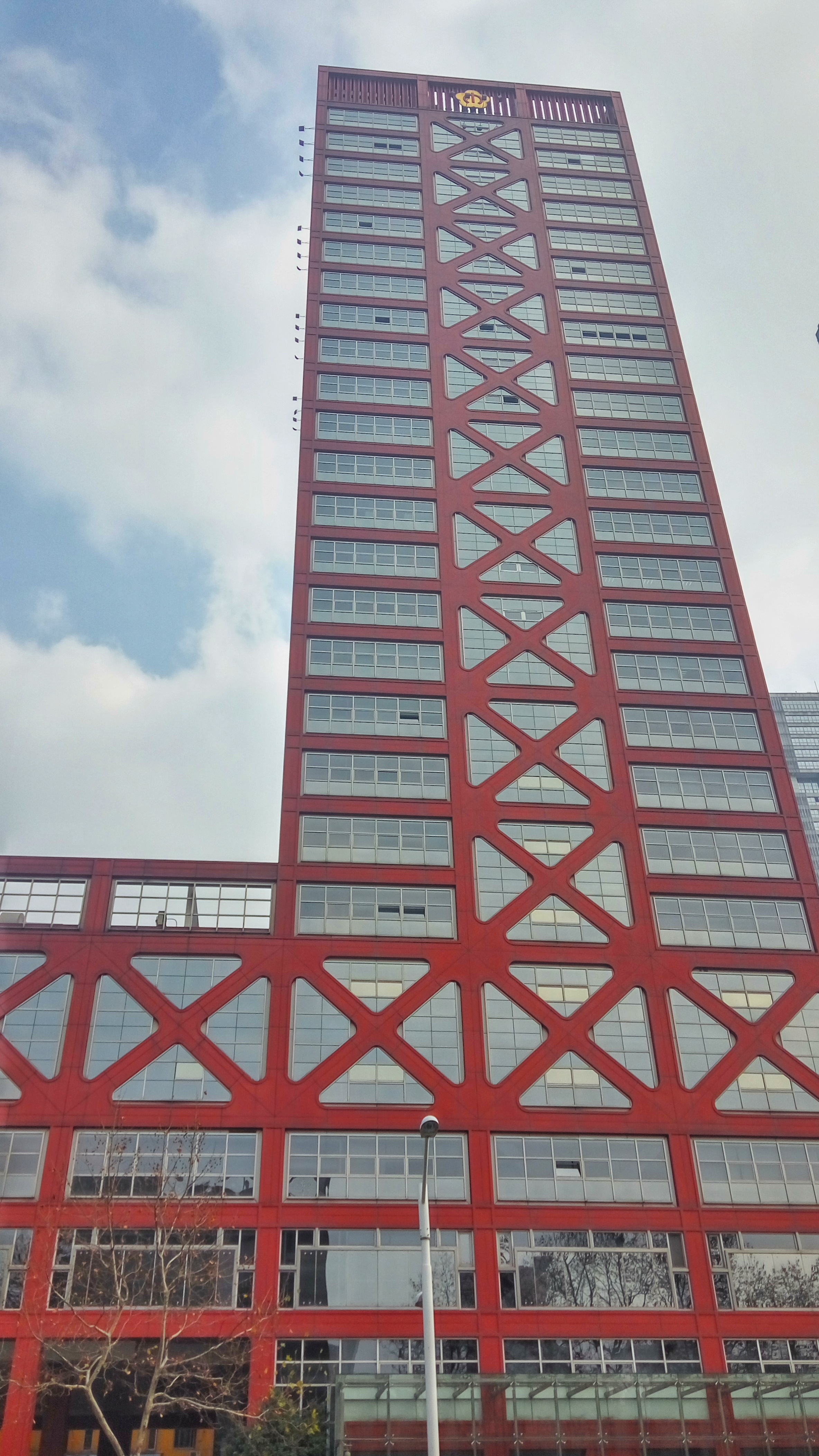
Siège social des transports en commun de Nankin, localisé au-dessus de la porte 3 de la station Zhujianglu.

| Lignes | Terminaux                              | Terminaux                              | Mise en service | Longueur (km) | Stations |
| ------ | -------------------------------------- | -------------------------------------- | --------------- | ------------- | -------- |
| 1      | Maigaoqiao                             | Andemen                                | 2005.09.03      | 45.4          | 32       |
| 1      | Andemen                                | Université pharmaceutique de Chine     | 2010.05.28      | 45.4          | 32       |
| 1      | Maigaoqiao                             | Baguazhou pont du Yangtsé-Sud          | 2022.12.28      | 45.4          | 32       |
| 2      | Youfangqiao                            | Maqun                                  | 2010.05.28      | 37.95         | 30       |
| 2      | Rue Jingtian                           | Maqun                                  | 2010.05.28      | 37.95         | 30       |
| 2      | Youfangqiao                            | Yuzui                                  | 2021.12.28      | 37.95         | 30       |
| 3      | Linchang                               | Rue Mozhou Est                         | 2015.04.01      | 44.9          | 29       |
| 4      | Longjiang                              | Lac Xianlin                            | 2017.01.18      | 33.8          | 18       |
| 5      | Jiyindadao                             | Wenjinglu                              | 2024.03.31      | 12.9          | 9        |
| 7      | Rue Xianxin                            | Rue Mufu Ouest                         | 2022.12.28      | 13.84         | 10       |
| 10     | Andemen                                | Stade du Centre sportif olympique      | 2005.09.03      | 21.6          | 14       |
| 10     | Stade du Centre sportif olympique      | Rue Yushan                             | 2014.07.01      | 21.6          | 14       |
| S1     | Gare de Nankin-Sud                     | Ville nouvelle de l'Aéroport Jiangning | 2014.07.01      | 37.3          | 9        |
| S3     | Gare de Nankin-Sud                     | Gaojiachong                            | 2017.12.06      | 36.22         | 19       |
| S4     | Chahe                                  | Gare de Chuzhou                        | 2023.06.28      | 46.2          | 10       |
| S6     | Maqun                                  | Jurong                                 | 2021.12.28      | 43.7          | 13       |
| S7     | Ville nouvelle de l'Aéroport Jiangning | Montagne Wuxiang                       | 2018.05.26      | 30.16         | 9        |
| S8     | Nouveau village de Taishan             | Lac Jinniu                             | 2014.08.01      | 45.2          | 17       |
| S8     | Nouveau village de Taishan             | Grand pont du Yangtsé-Nord             | 2022.09.30      | 2.16          | 2        |
| S9     | Rue Xiangyu-Sud                        | Gaochun                                | 2017.12.30      | 52.43         | 6        |
| Total: | Total:                                 | Total:                                 | Total:          | 449.45        | 208      |

### Ligne 1
Le début de construction de la ligne 1 a daté de 2000 et elle a été mise en service au 3 septembre 2005, avec 32 stations et une longueur de 45,4 km（2022）.

## Lignes mises en construction
| couleur  | Phase                              | Terminus                   | Terminus                                  | Stations | Longueur (km) | date de la construction | Date d'ouverture |
| -------- | ---------------------------------- | -------------------------- | ----------------------------------------- | -------- | ------------- | ----------------------- | ---------------- |
| Ligne 3  | Prolongement Sud                   | Rue Mozhou Est             | Moling                                    | 2        | 6.6           | 2021                    | 2024             |
| Ligne 4  | Phase 2                            | Longjiang                  | Zhenzhuquan                               | 6        | 9.7           | 2020                    | 2024             |
| Ligne 5  | Section Nord                       | Fangjiaying                | Rue Wenjing                               | 30       | 37.5          | 2016                    | 2023             |
| Ligne 5  | Section Sud                        | Rue Wenjing                | Boulevard Jiyin                           | 30       | 37.5          | 2016                    | 2024             |
| Ligne 6  | Section Nord                       | Montagne Qixia             | Wanshou                                   | 20       | 34.8          | 2019                    | 2023             |
| Ligne 6  | Section Sud                        | Wanshou                    | Gare de Nankin-Sud                        | 20       | 34.8          | 2019                    | 2024             |
| Ligne 7  | Section Centrale                   | Rue Mufu Ouest             | Boulevard Yingtian                        | 17       | 21.65         | 2017.12.28              | 2023             |
| Ligne 7  | Section Sud                        | Boulevard Yingtian         | Xishanqiao                                | 17       | 21.65         | 2017.12.28              | 2024             |
| Ligne 9  | Voie mère                          | Ville nouvelle de Hongshan | Grand-Théâtre de Jiangsu・Place de Xianfa | 16       | 18            | 2020.03.08              | 2024             |
| Ligne 10 | Phase 2                            | Andemen                    | Rue Dongqi                                | 10       | 12.1          | 2017.06.28              | 2023             |
| Ligne 11 | Voie mère                          | Rue Puzhou                 | Maluowei                                  | 20       | 27            | 2021.11.30              | 2024             |
| Ligne S2 | Section Ma'anshan                  | Cihu                       | Gare de Dangtu-Sud                        | 8        | 27.49         | 2020.12.30              | 2024             |
| Ligne S2 | Phase 1 de la Section Nankin       | Xishanqiao                 | Cihu                                      | 8        | 25.9          | 2021.12.28              | 2024             |
| Ligne S4 | Section Chuzhou de la Branche Nord | Xiangguan                  | Gare de Chuzhou                           | 16       | 54.4          | 2019.07.09              | 2024             |
| Ligne S4 | Section Nankin de la Branche Nord  | Gare de Nankin-Nord        | Xiangguan                                 | 2        | 5.7           | 2021.12.28              | 2024             |
| Ligne S5 | Voie mère                          | Lac Xianlin                | Gare de Yangzhou-Ouest                    | 16       | 57.55         | 2021.12.28              | 2025             |